# Noise from the Basement
Noise from the Basement en español "El ruido del sótano" fue el primer álbum homónimo de la cantante canadiense Skye Sweetnam, lanzado el 21 de septiembre de 2004. Debutó en el puesto 124 del Billboard 200. Tres fueron los sencillos para promocionar el álbum, todos con sus videos musicales correspondientes.

## Lista de canciones
| N.º | Título                                                        | Producer(s)                                   | Duración |  |
| 1.  | «Number One»                                                  | LCV, Sweetnam                                 | 2:43     |  |
| 2.  | «Billy S.»                                                    | Robertson, Sweetnam                           | 2:16     |  |
| 3.  | «Tangled Up in Me»                                            | Andrew Slater, Julian Raymond, Howard Willing | 2:52     |  |
| 4.  | «I Don't Really Like You»                                     | Robertson, Sweetnam                           | 2:56     |  |
| 5.  | «I Don't Care»                                                | Robertson, Sweetnam                           | 3:36     |  |
| 6.  | «Heart of Glass»                                              | Robertson, Sweetnam                           | 3:01     |  |
| 7.  | «Sharada»                                                     | Robertson, Sweetnam                           | 2:37     |  |
| 8.  | «It Sucks»                                                    | Robertson, Sweetnam                           | 2:20     |  |
| 9.  | «Fallen Through»                                              | Robertson, Sweetnam                           | 3:41     |  |
| 10. | «Hypocrite»                                                   | Robertson, Sweetnam                           | 2:58     |  |
| 11. | «Unpredictable»                                               | Robertson, Sweetnam                           | 3:09     |  |
| 12. | «Shot to Pieces»                                              | Robertson, Sweetnam                           | 2:02     |  |
| 13. | «Smoke & Mirrors»                                             | Robertson, Sweetnam                           | 3:23     |  |
| 14. | «Split Personality» (Hidden track on North American editions) | Robertson, Sweetnam                           | 2:03     |  |

| Bonus Track Japonés |                                              |                     |          |  |
| N.º                 | Título                                       | Producer(s)         | Duración |  |
| 14.                 | «Imaginary Superstar»                        | Robertson, Sweetnam | 2:48     |  |
| 15.                 | «Tidal Wave» (Special Edition bonus track)   | Robertson, Sweetnam | 3:48     |  |
| 16.                 | «Sugar Guitar» (Special Edition bonus track) | Robertson, Sweetnam | 3:16     |  |

| Bonus DVD Japonés |                                                                 |          |  |
| N.º               | Título                                                          | Duración |  |
| 1.                | «About Me»                                                      |          |  |
| 2.                | «Skye In Japan»                                                 |          |  |
| 3.                | «Shattered» (music video) (song written by Robertson, Sweetnam) |          |  |
| 4.                | «Imaginary Superstar» (music video)                             |          |  |
| 5.                | «Billy S.» (music video)                                        |          |  |
| 6.                | «Tangled Up In Me» (music video)                                |          |  |
| 7.                | «Number One» (music video)                                      |          |  |
| 8.                | «Tangled Up In Me» (making of)                                  |          |  |
| 9.                | «Fallen Through» (Sessions@AOL) (audio track)                   |          |  |
| 10.               | «Heart of Glass» (Sessions@AOL) (audio track)                   |          |  |
| 11.               | «I Don't Care» (Sessions@AOL) (audio track)                     |          |  |
| 12.               | «Number One» (Sessions@AOL) (audio track)                       |          |  |
| 13.               | «Tangled Up In Me» (Acoustic) (Sessions@AOL) (audio track)      |          |  |
| 14.               | «Tangled Up In Me» (Sessions@AOL) (audio track)                 |          |  |
| 15.               | «Unpredictable» (Sessions@AOL) (audio track)                    |          |  |

| Bonus AVCD Chino/Coreano |                                     |          |  |
| N.º                      | Título                              | Duración |  |
| 1.                       | «Superstar» (music video)           |          |  |
| 2.                       | «Billy S.» (music video)            |          |  |
| 3.                       | «Tangled Up In Me» (music video)    |          |  |
| 4.                       | «Number One» (music video)          |          |  |
| 5.                       | «Skye In Korea» (live performance)  |          |  |
| 6.                       | «Superstar» (karaoke)               |          |  |
| 7.                       | «Photo gallery»                     |          |  |
| 8.                       | «Superstar» (audio track)           |          |  |
| 9.                       | «Imaginary Superstar» (audio track) |          |  |
| 10.                      | «Sugar Guitar» (audio track)        |          |  |

| Bonus AVCD Taiwanes/Thai |                                                           |          |  |
| N.º                      | Título                                                    | Duración |  |
| 1.                       | «Billy S.» (music video)                                  |          |  |
| 2.                       | «Tangled Up In Me» (music video)                          |          |  |
| 3.                       | «Billy S.» (live performance)                             |          |  |
| 4.                       | «Tangled Up In Me» (making of)                            |          |  |
| 5.                       | «Too Late» (audio track) (written by Sweetnam, Robertson) |          |  |
| 6.                       | «Tidal Wave» (audio track)                                |          |  |

## Créditos
- Skye Sweetnam - Voz
- James Robertson - Varios Instrumentos
- Jeremy Wheatley - programación, voces de fondo
- Tim Van Der Kuil - Guitarra
- Damon Wilson - Batería
- Andrew Martino - Batería

## Posiciones en las listas
| Chart                     | Máxima posición |
| ------------------------- | --------------- |
| Billboard 200             | 124             |
| Oricon Japon Albums Chart | 15              |